# 디지털 일안 반사식 카메라

1.카메라 렌즈 2.반사경 3.포컬-플레인 셔터 4.이미지 센서 5.포커싱 스크린 6.콘덴서 렌즈 7.펜타프리즘/펜타미러 8. 뷰파인더

디지털 일안 반사식 카메라(영어: digital single-lens reflex camera, digital SLR, DSLR)는 필름 일안 반사식 카메라와 거의 동일한 광학적·기계적 원리로 동작하는 디지털 카메라이다. 필름 일안 반사식 카메라와의 가장 큰 차이점은 필름 대신 CCD 혹은 CMOS 이미지 센서를 사용한다는 것이다. 우측의 SLR 광학 부품 횡단면도는 어떻게 화상이 렌즈부(1)를 통해 들어와 거울(2)에 반사되어 매트 초점 스크린(5)에 투영되는지를 보여준다. 압축 렌즈(6)를 통과한 화상은 상단 펜타프리즘(7) 내부에서 반사되어 아이피스(8)에 도달하게 된다. 촬영 시 거울(2)이 화살표 방향으로 올라가고, 포컬 플레인 셔터(3)가 열리며 프리즘을 통해 초점 스크린에 맺히던 화상은 이제 필름이나 센서(4)에 투영된다. 이때 초점 스크린에 맺히는 화상과 필름에 맺히는 화상 사이에는 시각 차이가 없다.  DSLR과 다른 카메라를 구분하는 가장 큰 차이점은 바로 이 빛이 투영되는 광학적 장치의 유무이며, 해당 장치가 없다면 DSLR로 분류할 수 없다.

## 역사
1986년 코닥 마이크로일렉트로닉스 테크놀로지 디비전은 130만 화소의 CCD 이미지 센서를 개발하였는데, 이는 최초로 100만 화소를 초과한 것이다. 1987년, 이 센서는 코닥 페더럴 시스템즈 디비전의 캐논 F-1 필름 SLR 바디와 통합되면서 최초의 DSLR 카메라가 되었다.

## 이미지 센서 크기

디지털 일안 반사식 카메라에는 다양한 크기의 이미지 센서가 사용된다.

### 중형
- 40.4 x 53.9 mm - 페이즈원 P65+, 페이즈원 645AF
- 36.7 x 49.0 mm - 핫셀블라드 H3D-22, 핫셀블라드 H3D-39 핫셀블라드 H5D
- 36 x 48 mm - 마미야 ZD
- 33.0 x 44.0 mm - 핫셀블라드 H3D-31, 펜탁스 645D, 펜탁스 645Z
- 30 x 45 mm - 라이카 S2

### 35mm 풀 프레임
- 36 x 24 mm - 캐논 EOS-1DX, 캐논 EOS-1Ds Mark II, 캐논 EOS-1Ds Mark III, , 캐논 EOS 5D Mark II, 캐논 EOS 5D Mark III, 캐논 EOS 6D, 코닥 DCS Pro 14n, 코닥 DCS Pro SLR/c, 코닥 DCS Pro SLR/n, 콘탁스 N 디지털
- 36 x 23.9 mm - 니콘 D4, 니콘 D3, 니콘 D700, 니콘 D3s, 니콘 D4s, 니콘 D600, 니콘 D610, 니콘 D750
- 35.9 x 24 mm - 니콘 D800, 소니 DSLR-A900, 소니 DSLR-A850, 니콘 D3X
- 35.8 x 23.9 mm - 캐논 EOS 5D
- 35.8 x 23.8 mm - 캐논 EOS-1Ds

- 참고로 디지털 레인지파인더 카메라인 라이카 M9, 라이카 M-E, 라이카 M의 센서 크기는 36 x 24 mm

### 35mm 1.3 크롭
- 28.7 x 19.1 mm - 캐논 EOS-1D, 캐논 EOS-1D Mark II, 캐논 EOS-1D Mark II N
- 28.1 x 18.7 mm - 캐논 EOS-1D Mark III
- 27.9 x 18.6 mm - 캐논 EOS-1D Mark IV
- 27.6 x 18.4 mm - 코닥 DCS 1, 코닥 DCS 460, 코닥 DCS 560, 코닥 DCS 660, 코닥 DCS 760

- 참고로 디지털 레인지파인더 카메라인 라이카 M8의 센서 크기는 27 x 18 mm
- 참고로 35mm 디지털 백인 라이카 디지털 모듈 R의 센서 크기는 26.4 x 17.6 mm

### 35mm 1.5 크롭
- 23.7 x 15.7 mm - 니콘 D2X, 니콘 D2Xs
- 23.7 x 15.6 mm - 니콘 D1, 니콘 D1X, 니콘 D1H, 니콘 D100, 니콘 D70, 니콘 D70s, 니콘 D50, 니콘 D40
- 23.6 x 15.8 mm - 니콘 D300, 니콘 D200, 니콘 D80, 니콘 D90, 니콘 D40x, 니콘 D60, 니콘 D5000, 소니 DSLR-A100, 소니 DSLR-A200, 소니 DSLR-A300, 소니 DSLR-A350, 소니 DSLR-A230, 소니 DSLR-A330, 소니 DSLR-A380
- 23.5 x 15.7 mm - 다이낙스 5D, 다이낙스 7D, 펜탁스 *ist D, 펜탁스 *ist DS, 펜탁스 *ist DL, 펜탁스 *ist DS2, 펜탁스 *ist DL2, 펜탁스 K100D, 펜탁스 K110D, 펜탁스 K10D, 펜탁스 K200D, 삼성 GX-1S, 삼성 GX-1L, 삼성 GX-10
- 23.4 x 15.6 mm - 펜탁스 K20D, 펜탁스 K-7, 삼성 GX-20
- 23.3 x 15.5 mm - 니콘 D2H, 니콘 D2Hs

- 참고로 디지털 레인지파인더 카메라인 엡슨 R-D1의 센서 크기는 23.7 x 15.6 mm

### 35mm 1.6 크롭
- 23.0 x 15.6 mm - 후지필름 파인픽스 S1 Pro
- 23.0 x 15.5 mm - 후지필름 파인픽스 S2 Pro, 후지필름 파인픽스 S3 Pro, 후지필름 파인픽스 S5 Pro
- 22.7 x 15.1 mm - 캐논 EOS D30, 캐논 EOS D60, 캐논 EOS 10D, 캐논 EOS 300D
- 22.5 x 15.0 mm - 캐논 EOS 20D, 캐논 EOS 20Da, 캐논 EOS 30D
- 22.3 x 14.9 mm - 캐논 EOS 7D, 캐논 EOS 60D, 캐논 EOS 50D, 캐논 EOS 500D, 캐논 EOS 550D, 캐논 EOS 700D, 캐논 EOS 650D, 캐논 EOS 100D
- 22.2 x 14.8 mm - 캐논 EOS 350D, 캐논 EOS 400D, 캐논 EOS 450D, 캐논 EOS 40D, 캐논 EOS 1000D
- 20.5 x 16.4 mm - 코닥 DCS 3

### 35mm 1.7 크롭
- 20.7 x 13.8 mm - 시그마 SD9, 시그마 SD10, 시그마 SD14, 시그마 SD15

### 35mm 2.6 크롭
- 13.8 x 9.2 mm - 코닥 DCS 5, 코닥 DCS 315, 코닥 DCS 410, 코닥 DCS 420

### 포서즈 시스템
- 17.3 x 13.0 mm - 올림푸스 E-1, 올림푸스 E-3, 올림푸스 E-5, 올림푸스 E-30, 올림푸스 E-300, 올림푸스 E-330, 올림푸스 E-400, 올림푸스 E-410, 올림푸스 E-420, 올림푸스 E-450, 올림푸스 E-500, 올림푸스 E-510, 올림푸스 E-520, 올림푸스 E-620, 라이카 디지룩스 3, 파나소닉 루믹스 DMC-L1

### 미러박스를 제거한 미러리스 카메라
일안반사식 카메라는 미러박스와 펜타프리즘을 필요로 하기 때문에 소형 경량화가 불가능하다. 그렇기 때문에 디지털 시대의 작고 가벼운 기기라는 트렌드에 맞추어서 미러박스와 펜타프리즘을 제거하고 소형 경량화를 추구하는 신개발품이 등장하게 된다. 이러한 제품들은 미러리스 카메라(하이브리드)라고 부르며  이러한 미러리스 제품은 일안반사식 카메라의 범주에 속하지 않게 된다.

## 제조업체별 DSLR 계보
- 펜탁스 DSLR 카메라
- 펜탁스 카메라 계보
- 캐논 DSLR 카메라
- 니콘 DSLR 카메라
- 삼성 DSLR 카메라
- 소니 DSLR 카메라
- 올림푸스 DSLR 카메라

## 같이 보기
- 상자 카메라
- 일안 반사식 카메라
- 풀프레임 DSLR
- 알파 DSLT
- 이안 반사식 카메라